# Lijst van ridders in de Orde van Oranje-Nassau

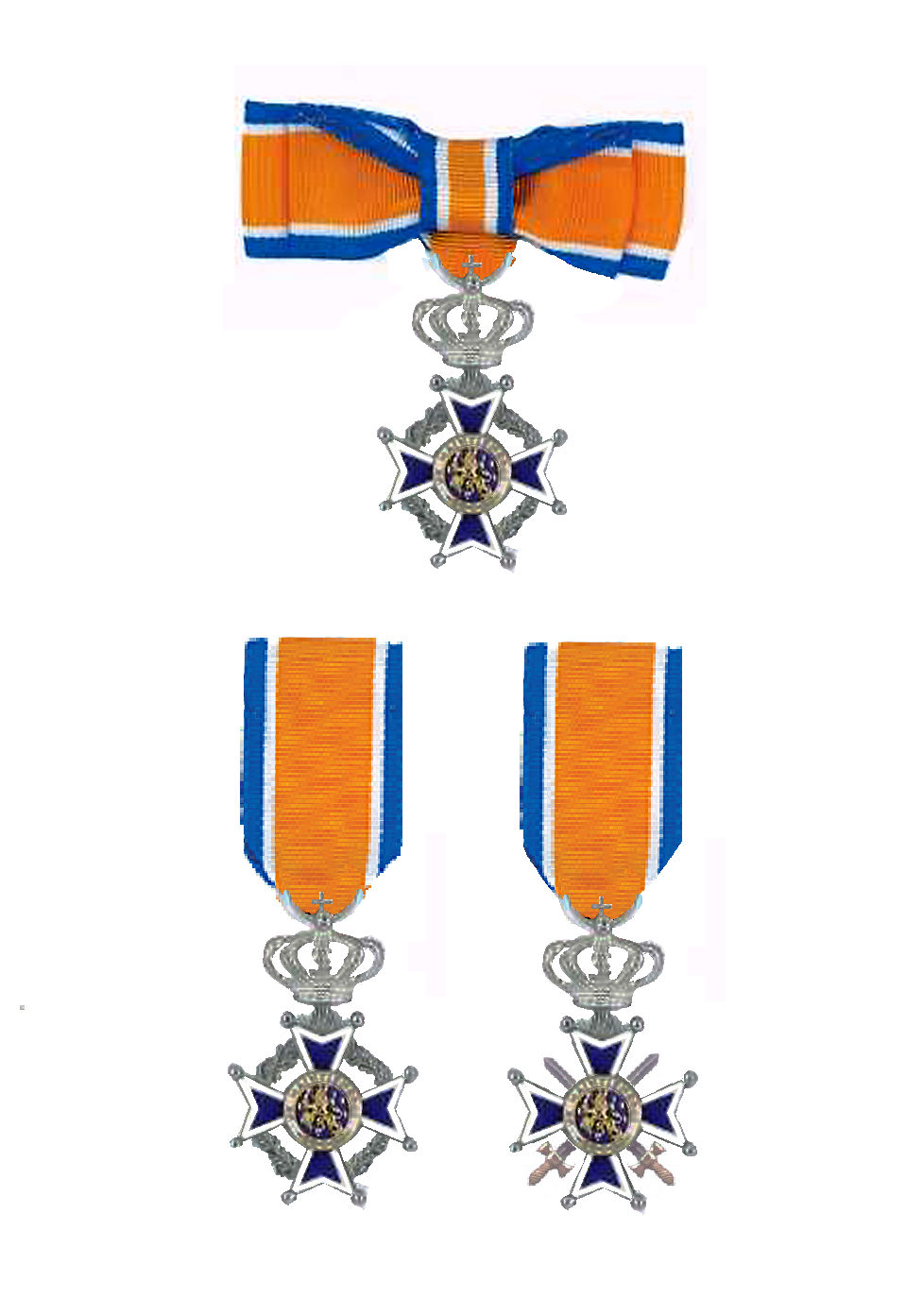
Decoraties voor een lid in de orde van Oranje-Nassau. Die voor een ridder zijn iets groter.

Dit is een lijst van gedecoreerden als ridder in de Orde van Oranje-Nassau over wie een artikel in de Nederlandstalige Wikipedia is opgenomen. Het jaar van decoratie staat, indien bekend, ook vermeld.

## A
- Henk Aalderink (2014)
- Odile van Aanholt (2024)
- Arie Abbenes (2005)
- Gerrit Abbring (2000)
- Lianne Abeln (2006)
- Daniel Abraham (2016)
- Carlijn Achtereekte (2018)
- Paul Acket (1982)
- Johanna Adriana Ader-Appels (1972)
- Charles Aerts (1979)
- Frans Afman (2007)
- Marilyn Agliotti (2012)
- Gisèle d'Ailly-van Waterschoot van der Gracht (2011)
- Jan Akkerman (2012)
- Felice Albers (2021)
- Nebahat Albayrak (2010)
- Wim Albers (1973)
- Willeke Alberti (1996)
- Koos Alberts (2000)
- Rendert Algra (2010)
- Ferdinand van Altena
- George August Alexander Alting von Geusau (met de zwaarden)
- Mustafa Amhaouch (2023)
- Gerard Ammerlaan (2011)
- Elisabeth Andersen (1968)
- Caecilia Andriessen
- Jurriaan Andriessen (1972)
- Alyson Annan (2021)
- Milo Anstadt (1994)
- Thanasis Apostolou (2002)
- Charlie Aptroot (2012)
- Rudie Arens (2007)
- Chris Arlman (2006)
- Armando (1990)
- Jacob Willem Arriëns
- Reinier Artist (2023)
- Naomi van As (2012)
- Feike Asma (1967)
- Seve van Ass (2024)
- Joop Atsma (2012)

## B
- Yvon Baarspul (1950)
- Henriëtte Baart de la Faille-Wichers Hoeth
- Kiran Badloe (2021)
- Ambro Bakker (2011)
- Cor Bakker (2012)
- Henri Bakker (met de zwaarden)
- Rudolf Bakker
- Lars Balk (2024)
- Evert van Ballegooie (2000)
- Tristan Bangma (2016)
- Frits Barend (2012)
- Driekus Barendregt (1982)
- Barend Barendse (1980)
- Raymond van Barneveld (1999)
- Tineke Bartels (1994)
- Frans Bauer (2004)
- Marius Bauer (1926)
- Jaap Bax (1983)
- Lotte van Beek (2014)
- Willem van Beek (2016)
- Willibrord van Beek (2012)
- Bram Beekman (2014)
- Gerard Beemster (2020)
- Harm Beertema (2023)
- Mariska Beijer (2021)
- Pieter Beishuizen (1995)
- Peter Belinfante (2010)
- Saskia Belleman (2025)
- Johannes Hendrikus Bemboom (1982)
- Fons Bemelmans (1999)
- Fred Benavente (2004)
- Dick Benschop (2002)
- Adrianus van den Bent
- Udo Bentinck
- Roberto Benzi
- J.W.H. Berden (1900)
- Jeen van den Berg
- Koos van den Berg (2002)
- Roy van den Berg (2021)
- Stephan van den Berg (1985)
- Trudy van den Berg, Saskia van Saskia & Serge (2004)
- Eric Berger (1997)
- Vera Bergkamp (2023)
- David Bergman (2011)
- Jorrit Bergsma (2014)
- Lobke Berkhout (2007)
- Cor Bernard
- Evelina Betancourt-Anthony (2025)
- Marijke van Beukering-Huijbregts (2020)
- Leo de Bever (2011)
- Harry Bevers (2023)
- Noraly Beyer (2011)
- Jeanne Bieruma Oosting
- J.M.A. Biesheuvel (1989)
- Koen Bijen (2024)
- Cees Bijl (2021)
- Ank Bijleveld (2001)
- Hendrik Bijleveld (1897)
- Jack Biskop (2012)
- Pirmin Blaak (2024)
- Riny Blaaser
- Merel de Blaey (2012)
- Fanny Blankers-Koen (1949)
- Elly Blanksma-van den Heuvel (2012)
- Henk Bleker (2012)
- Hein Bloemen (2006)
- Dieuwertje Blok (2024)
- Justen Blok (2024)
- Lynde Blok (2004)
- Jan Blokhuijsen (2014)
- Jan Blokker (1989)
- Rens Blom (2005)
- Gerard Boedijn (1959)
- Jonnie Boer (2005)
- Esther de Boer-van Rijk (1928)
- Herman Pieter de Boer (2008)
- Pieter de Boer (2002)
- Wim de Boer (2003)
- Jan Boerstoel (2007)
- Joop Boerstoel (2023)
- Frank Boeijen (2000)
- Pierre Bogaers (1991)
- Hans Böhm (2011)
- Femke Bol (2024)
- Hendrik Boland (2009)
- Derk Bolt (2021)
- Godfried Bomans (1968)
- Jan van Bommel
- Riet Bons-Storm (2013)
- Willem Harold Boog (2017)
- Michael Boogerd (2007)
- Corrie ten Boom (1962)
- Geert van den Boomen (1988)
- Roel Boomstra (2022)
- Benthe Boonstra (2024)
- Jo van den Booren (1994)
- Wim Boost (1974)
- Bets Borm-Luijkx (1984)
- Wina Born (1984)
- Frederic Sophie Guillaume Bos (1929)
- Jacobus Johannes Bos (1892)
- Minca Bosch Reitz (1900)
- Jeltje de Bosch Kemper (1896)
- Jan van den Bosch (2010)
- Jo Bosma
- André Bosman (2021)
- Henriëtte Bosmans (1951)
- Alida Bosshardt (1966)
- Orlando Bottenbley (2013)
- Mark Boumans (2025)
- Odi Bouwmans (2003)
- Dick Bouwense
- Hanny Bouman (1974?)
- Mies Bouwman (1993)
- Marit Bouwmeester (2016)
- Ted de Braak (2006)
- Ad Braat (1994)
- Rini van Bracht (1986)
- Govert van Brakel (2016)
- Gerrit Braks
- Daphny van den Brand (2012)
- Shanne Braspennincx (2021)
- Pieter Brattinga (1983)
- Anna van der Breggen (2016)
- Ria Bremer (1996)
- Arjan Breukhoven (2020)
- Herman Breukel (1977)
- Enith Brigitha (1979)
- Jos Brink (2003)
- Robert ten Brink (2013)
- Harry Brinkman (2003)
- Thierry Brinkman (2024)
- E.J. van den Broecke-de Man (1958)
- Pieter Broertjes (2022)
- Giovanni van Bronckhorst (2010)
- Hans Brons (2020)
- P.C. de Brouwer
- Daniëlle de Bruijn (2012)
- Liesette Bruinsma (2016)
- Albertus Bruins Slot
- Kees Brusse (1987)
- Matthijs Büchli (2021)
- Steven Buddingh' (2000)
- Marjolein Buis (2012)
- Hein Buisman (1962)
- Jan Buisman (2011)
- Marjolein Buis (2012)
- Gert D. Buitenhuis (1995)
- Marga Bult (2015)
- Rico Bulthuis
- Maureen Bunyan (2014)
- Joosje Burg (2024)
- Dorine Burmanje (2019)
- Dirk Bus (1976)
- Jet Bussemaker (2010)
- Armin van Buuren (2011)
- Wia Buze (2015)
- Johan Buziau (1933)

## C
- Max Caldas (2012)
- Izaline Calister (2018)
- Truus van der Capellen-Amade (1950)
- Simon Carmiggelt (1970)
- Roel Cazemier (2022)
- IJsbrand Chardon (1993)
- Metin Çelik (2010)
- Jean Claessens (1980)
- Ymkje Clevering (2024)
- Dick de Cloe (2002)
- Pierre Cnoops (1997)
- Job Cohen (2003)
- Rebecca Cohen Henriquez (1932)
- William James Cohen Stuart (1899)
- Cornelius van Coll
- Olga Commandeur (2021)
- Wouter Cool (1896)
- Wim Cornelis (2008)
- Hans Cornelissen (2021)
- Rob Cordemans (2011)
- Desiree Correa (2019)
- Charles Corver
- Coşkun Çörüz (2012)
- Armand Cremers (2011)
- Ferd Crone (2006)
- Jorrit Croon (2024)
- Johan Cruijff (1974)

## D
- Harrie van Daal (1977)
- Thijs van Daalen (2006)
- Thea van Dalen-Schiphorst (2007)
- Josine van Dalsum (2009)
- Rijk van Dam (2004)
- Thijs van Dam (2024)
- Jan Damen
- Dave (Wouter Otto Levenbach) (2015)
- Samuel Dasberg (1932)
- Louis Davids (1937)
- Louis Debij (2007)
- J.W.C. Dekking (1961)
- Lex van Delden (1972)
- Wilma Delissen-van Tongerlo (2024)
- Jan Derks
- Cristina Deutekom (1974)
- Pien Dicke (2024)
- Martin van Dijk (2010)
- Nel van Dijk (1998)
- Ton F. van Dijk (2017)
- Sharon Dijksma (2010)
- Pia Dijkstra (2021)
- Remco Dijkstra (2021)
- Sjoukje Dijkstra (1964)
- Adriaan Dijxhoorn (1933)
- Angelo Diop (2018)
- Carlien Dirkse van den Heuvel (2012)
- Boris Dittrich (2006)
- Theo Dobbelman
- Aart van Dobbenburgh
- Doble-R
- Joop Doderer (1982)
- Anne Doedens (2014)
- Anneke van Dok-van Weele (1998)
- Jan Dolstra (2009)
- Pacheco Domacassé
- Lodewijk Dommers
- Karel Doorman (1922)
- Willem Doorn (1902)
- Wieteke van Dort (1999)
- Rogier Dorsman (2021)
- Greetje Dragt (2016)
- Mia Dreese (2017)
- Hermijntje Drenth (2024)
- Berry van Driel (2012)
- Fop Willem van Driel (1948)
- Toon van Driel (2023)
- Jan Driessen (2024)
- Wilma Driessen (1990)
- Jan Drijver (1930)
- Bernhard Droog (1970)
- Nico Drost (2023)
- Mat Drummen (2012)
- Pierre H. Dubois (1964)
- Simone Dubois-de Bruyn (1984)
- Annette Duetz (2024)
- Hubrecht Duijker (2008)
- Tom Dumoulin (2017)
- André van Duin (1993)
- Hans van Duivendijk (2010)
- Hendrik Jan van Duren
- Frans van Dusschoten (1995)
- Willem Duys (1980)

## E
- Anton Ebben (1978)
- Wim Ebbinkhuijsen (2003)
- Marguerite Cornélie van Eeghen (1991)
- Stien Eelsingh (1963)
- Robert Eenhoorn (2011)
- Jon van Eerd (2012)
- Johan van Eerde (1900)
- Frederik Jacobus Daniël Cornelis Egter van Wissekerke
- Jean Eigeman (1999)
- Ton van Eijk (2020)
- Hendrik Albertus van den Eijnde (1932)
- Zohair El Yassini (2023))
- Wielie Elhorst (2021)
- Jan Willem Elte (2011)
- Jacco Eltingh (1998)
- Stephen Emmer (2022)
- Leo van den Ende (2008)
- Josephus Lambertus van Engeland
- Selma Engel-Wijnberg (2010)
- Astrid Engels (2009)
- Mitchell Esajas (2023)
- Maurits Cornelis Escher (1955)
- Daniël von Eugen (1986)
- Margriet Eshuijs (1999)
- Rinus Everaers (2011)
- Edwin Evers (2018)
- Ingrid Evers (2009)
- Marc Evers (2012)
- Caro van Eyck (1965)

## F
- Carla Dik-Faber (2021)
- Geke Faber (2002)
- František Fadrhonc (1974)
- August Falise (1927)
- Brian Farley (2011)
- Ted Felen (2006)
- Johan Ferrier (1958)
- Joan Ferrier (2011)
- Kathleen Ferrier (2012)
- Herman Filarski (1978)
- Jan Fillekers (2006)
- Fred Fitz-James (2002)
- Marinus Flipse
- Karolien Florijn (2024)
- Finn Florijn (2024)
- Ronald Florijn
- Luna Fokke (2024)
- Nicolaas van Foreest (1936)
- Alida Francis (2007)
- Elzo Free (1926)
- Johannes Frieling (2005)
- Heinz Friesen (1989)
- Mariëtte Frijters-Klijnen (2020)
- Klaas Friso (1989)
- Sietse Fritsma (2019)
- Natasja Froger (2016)

## G
- Harmannus Gaaikema (1926)
- Louis van Gaal (1997)
- Dzsingisz Gábor (1998)
- Wim Gallée-Koeslag (2015)
- Marlène van Gansewinkel (2021)
- Martin Gaus (2014)
- Jac. Gazenbeek (1966)
- Lou Geels (1979)
- Anton Geesink (1963)
- Cor van der Geest (2004)
- Margot van Geffen (2012)
- Jack van Gelder (2013)
- Jaap Gelok (2012)
- Henk Gemser (2005)
- Gerben Gerbrandy (2019)
- Jo Gerris (1981)
- Martinus Gerard Gerritsen
- Nies Gerritsma (2002)
- Michael van Gerwen (2018)
- Jaco Geurts (2023)
- Loes Geurts (2017)
- Jonas de Geus (2024)
- Arnold Gevers (2013)
- Gerrit J. Geysendorffer
- Rika Ghijsen (1954)
- Johan Gielen (2023)
- Miep Gies (1995)
- Gerda van Gijzel (2004)
- Hans Gilissen (2019)
- Ad van Gils (2002)
- Aart Glansdorp (1967)
- Jaap Glasz (1999)
- Maartje Goderie (2012)
- Kathrin Goeken (2012)
- Aranka Goijert (2011)
- Rolph Gonsalves (1960)
- Eva González Pérez (2022)
- Rob Goorhuis (2006)
- Paul van Gorcum (1992)
- Gerrit Jan Gorter (2003)
- Sárika Góth (1980)
- Jan de Graaf (2003)
- Dieuwke de Graaff-Nauta (1982)
- Simon de Graaff
- Stieneke van der Graaf (2021)
- Michiel Grauss (2018)
- Mariekson Gregorius (2012)
- Anneke Groen (2009)
- Bert Groen (2000)
- Jacobus Groen Adrienszoon (1929)
- Jackie Groenen (2017)
- Richard Groenendaal
- Johan Groenewold (2006)
- Diede de Groot (2021)
- Lourens de Groot (1954)
- Gordon Groothedde (2023)
- Frank Groothof (2012)
- Stefan Groothuis (2014)
- Angela Groothuizen (2012)
- Wim Groskamp (1935)
- Anky van Grunsven (1997)
- René Gude (2014)
- Ruud Gullit (1988)
- Willemijn van Gurp (2021)

## H
- Foppe de Haan (2004)
- Peter de Haan (2016)
- Pieter Anne Haaxman (1908)
- Nico Habermehl (2009)
- Paul Haenen (2014)
- Sybrand van Haersma Buma (2019)
- Marlite Halbertsma (2012)
- Willem van Ham (2007)
- Boris van der Ham (2012)
- Jan Hamel (1997)
- Marie Hamel (1962)
- Oscar Hammerstein (2015)
- Jo Hansen
- Jan Harte van Tecklenburg (met zwaarden)
- Ton Hartsuiker (1998)
- Sifan Hassan (2021)
- Lex van de Haterd (2010)
- Willy Hautvast (1991)
- Pierre van Hauwe (1977)
- Frans van der Have (1977)
- Miriam van der Have (2024[1])
- Marian Haveman (2010)
- Nol Havens (2007)
- Maaike Head (2016)
- Rudmer Heerema (2023)
- Pieter Heerma (2023)
- Jan Heersink (1980)
- Hans Heg (2001)
- Rudolf Heg (1907)
- Lilian Helder (2025)
- Henk Hellegers (2014)
- Dirk Jan Jacob Hellema (1935)
- Ad van der Helm (2023)
- Martijn van Helvert (2021)
- Huub van Heiningen (1984)
- May Henriquez (1965)
- Nicole Henriquez (2020)
- Jeffrey Herlings (2019)
- Udo Hessels (2012)
- Fenny Heemskerk (1985)
- Bernard Heesen (2013)
- Marijke van Hees (2017)
- Oscar van Hemel (1962)
- Piet Hendriks (1984)
- Ig Henneman (2021)
- Eugènie Herlaar (2008)
- Adry Hermans (1994)
- Toon Hermans (1965)
- Jotika Hermsen (2012)
- Deddo Hesselink (1924)
- Jos van Hest (2010)
- Anton Heyboer (2002)
- Max Heymans (1988)
- Ineke Hilhorst (2015)
- Rinus Hille (1967)[2]
- Jaap Hillen (1986)
- Jan Hinnekens
- Willem Hoekzema (2001)
- Edwin van Hoevelaak (2019)
- Henk Hofstede (2014)
- Roelf Hofstee Holtrop (1995)
- Joost Hoffscholte (2005)
- Kees Holierhoek (2002)
- Stan Hollaardt (2013)
- Frank den Hollander (2016)
- Henri ten Holt (1964)
- Ina Hooft (1974)
- Ellen Hoog (2012)
- Jan de Hoop (2022)
- Jaap de Hoop Scheffer (2002)
- Henk van Hoorn (2010)
- Henk van Hoof (2002)
- Jeffrey Hoogland (2021)
- Dimeo van der Horst (2024)
- Henk van der Horst (2006)
- Maurits Ernest Houck (1924)
- Peter Houtman (2023)
- Marijke Hoving (1983)
- Sieto Hoving (1983)
- Carel Paulus Hoytema van Konijnenburg (1957)
- Jan Derk Huibers (1895)
- Helmi Huijbregts-Schiedon (2001)
- Lammert Huizing (1989)
- Johannes Huizinga (1903)
- Elly van Hulst (1993)
- Gerard van Hulst (1977)
- Sien van Hulst (1927)
- Servaes Huys (1998)

## I
- Harke Iedema (2001)
- Lodewijk Imkamp
- Jo Ivens (1983)

## J
- Esther Jacobs (2003)
- Gijs Jacobs van den Hof (1954)
- Tanja Jadnanansing (2018[3][4])
- Penney de Jager (2014)
- Henk Jager (1994)
- Denise Jannah (2009)
- Jan Jansen (2011)
- Karel Jansen
- Renate Jansen (2017)
- Yibbi Jansen (2024)
- Kees Jansma (2011)
- Rikie Jansen (2023)
- Conny Janssen (2012)
- Dominique Janssen (2017)
- Huub Janssen (drummer)
- Jip Janssen (2024)
- Sjef Janssen (2014)
- Marleen Jochems (2024)
- Gerard Joling (2013)
- Dirk Herman de Jong (2005)
- Romke de Jong (2023)
- Sidney de Jong (2011)
- Worthy de Jong (2024)
- Jaap Jongbloed (2008)
- Marien de Jonge
- Wijnand Jongen (2022)
- Marianne Jongkind (2002)
- Lex Jongsma (2007)
- Astrid Joosten (2017)
- Pieter de Josselin de Jong (1898)
- Arendo Joustra (2023)
- Raymond Joval (2005)
- Jan Juffermans (schrijver) (2009)

## K
- Jerney Kaagman (2009)
- Caroline Kaart (1982)
- Gustaaf van Kalken (1900)
- Nanne Kalma (2003)
- Jan van Kamer (1960)
- Eef Kamerbeek (1962)
- Lody van de Kamp (2012)
- Jeroen Kampschreur (2018)
- Marnix Kappers (2008)
- Hülya Kat (2023)
- Hans Kazàn (2023)
- Marloes Keetels (2021)
- Jan Keizer (1978)
- Gerard Kemkers (2014)
- Michiel van Kempen (2007)
- Frank Kerckhaert (2012)
- Yara van Kerkhof (2022)
- Everardus Keunen (1912)
- Catherine Keyl (2006)
- Cor Kieboom (1965)
- Pierre Casimir Kiepe
- Niek Kimmann (2021)
- Alina Kiers (2016)
- Larissa Klaassen (2021)
- Lieke Klaver (2024)
- Hetty van Klaveren (1982)
- Frans Klein (1967)
- Maarten Klein (2012)
- Isaya Klein Ikkink (2024)
- Alfred Kleinknecht (2012)
- Tanja Klip-Martin (2021)
- Rob Kloet (2014)
- Hein Klompmaker (2018)
- Angenita Klooster (1938)
- Herman van der Kloot Meijburg (1923)
- Wim Kloppenburg (2004)
- Ben Knapen (2012)
- Piet Knarren (2001)
- Gerrie Knetemann (1987)
- Huub Kockelkoren (1998)
- Martin Koekelkoren (1973)
- David Kodde (1938)
- Bort Koelewijn (2021)
- Tanja Koen (1977)
- Sigrid Koetse (1996)
- Jacob Kohnstamm (1998)
- Ada Kok (1968)
- Wim Kolijn (2004)
- Hans Kombrink (2004)
- Sanne Koolen (2024)
- Ger Koopmans (2012)
- Corry Konings (2002)
- Josine Koning (2021)
- Sanne Koolen (2021)
- Jaap Koops
- Klaas Koops (2008)
- Aniek van Koot (2016)
- Henk de Kort (1999)
- Toon Kortooms (1985)
- Pim Korver
- Dirk Koster (1984)
- Beppie Kraft (2006)
- Siebe Kramer (2010)
- Robert Kranenborg (2016)
- Herman Krebbers (1958)
- Wim van Krimpen (2000)
- Marcelien de Koning (2007)
- Chèr Korver
- Jan Krol
- Henk Krol (1999)
- Ruud Krol (1978)
- Thomas Krol (2022)
- Paul de Krom (2012)
- Addy van den Krommenacker (2011)
- Lisa Kruger (2016)
- Piet van der Kruk (1983)
- Lenny Kuhr (2007)
- Dirk Kuijt (2017)
- Anne Kuik (2023)
- Attje Kuiken (2023)
- Hans Kuiper
- Hennie Kuiper (1988)
- Gerrit Kuipers (1967)
- Karin Kuipers (2011)
- Roelof Kuipers
- Tunahan Kuzu (2023)
- Asuerus Kymmell

## L
- Renée van Laarhoven (2024)
- Harold H. Lake (2004)
- Harrie Lavreysen (2021)
- Mohamed Lagmouch (2002)
- Hameeda Lakho (2009)
- Johan Marie Jacques Hubert Lambooij (met de zwaarden)
- Kim Lammers (2012)
- Godfried Lannoo (2003)
- Ad Lansink (1998)
- Jos Lansink (1992)
- Hans Larive
- Merel Laseur
- Jan Laurier
- Don Lawrence (2003)
- Diana Lebacs (2007)
- John Leddy (2018)
- Samuel Lee (2020)
- Thijs van Leer (2008)
- John Leerdam
- Floor van Leeuwen (2007)
- Henk Lemckert (2011)
- Laurien Leurink
- Fijke Liemburg
- Wout van Liempt
- Lennart van Lierop (2024)
- Elis Ligtlee (2016)
- Henk van Lijnschooten (1985)
- Thea Limbach (2023)
- Jaap van der Linde (1999)
- Carel ter Linden (1999)
- Gertjan van der Linden (2002)
- Helma Lodders (2021)
- Martin Lodewijk (2011)
- Amelius Loggers (1972)[5]
- Gerrit Gesinus Loggers (1953)[6]
- Jan Pieter Lokker (2008)[7]
- Jan Lonink (2021)
- Karel Loohuis (2024)[8]
- Kees Looijesteijn (2002)
- Menno Loos (2022)
- Italo de Lorenzo (2011)
- Jos Louter (2001)
- Frans van der Lugt (1992)
- Will Luikinga (2008)
- Majel Lustenhouwer (2006)
- Julius Luthmann (1953)
- Louis Lyklema (1995)

## M
- Caia van Maasakker (2012)
- Gerard van Maasakkers (2007)
- Ferry Maat (2008)
- Theodoor Philip Mackay
- Sacco van der Made (1988)
- Calvin Maduro (2003)
- Sepehr Maghsoudi (2020)
- Mariska Majoor (2017)
- Kitty van Male (2012)
- Pierre Malotaux (2004)
- Frans Malschaert (2007)
- Willem van Manen (1997)
- Peter Mangelmans (2001)
- Imca Marina (2008)
- Sander van Marion (1997)
- Jan Markink (2023)
- Diego Markwell (2012)
- Henk Marquart Scholtz (2008)
- Lieke Martens (2017)
- Maria Martens (2009)
- Frank Martinus (1992)
- Shairon Martis (2012)
- Bert van Marwijk (2010)
- Wim Mateman (1998)
- Gonny van der Maten (2022)
- Gerard Mathot (1992)
- Frédérique Matla (2021)
- Hans Matla (2018)
- Bert Matter
- Marinus van Meel (met de zwaarden)
- Jan van der Meer (1993)
- Veronique Meester (2024)
- Guus Meeuwis (2013)
- Adriaan Meijer
- Henk Jan Meijer (2000)
- Herman Meijer (politicus) (2002)
- Ab Meijerman (2022)
- Bart Meinema (2012)
- Henk van der Meijden (2022)
- Jan Gmelich Meijling (1998)
- Martin Melchers (2009)
- Willem Mengelberg (1898, in 1948 vervallen verklaard)
- Alberta Mennega (2007)
- Bibian Mentel (2012)
- Helena Mercier (1896)
- Thom Mercuur (1940)
- John Merryweather (1983)
- Jaap van Mesdag (2008)
- Koen Metsemakers (2021)
- Belinda Meuldijk (2025)
- Koert Meuleman (1978)
- Heleen ter Meulen
- Rinus Michels (1974)
- Floris Middendorp (2024)
- Vivianne Miedema (2017)
- Mary Michon (2010)
- William Millerson (2011)
- René Mioch (2020)
- Marriët Mittendorff (2010)
- Henk Mochel (1992)
- Freeke Moes (2024)
- Rob Møhlmann (2017)
- Rob Mokken (1990)
- Joep de Mol (2024)
- Frans Molenaar (1995)
- Grietine Molenbuur (2004)
- Frederik Herman de Monté verLoren
- Jan Morks (1907)
- Jorien ter Mors (2014)
- Roderick van de Mortel (2023)
- Coen Moulijn (1970)
- Gerard van Muiden (1982)
- Agnes Mulder (2023)
- Anne Mulder (2020)
- Egbert Mulder (2017)
- Eric Mulder (2022)
- Jan Jacobs Mulder (2010)
- Klaas Jan Mulder (1991)
- Michel Mulder (2014)
- Bauke Muller (2012)
- Karel Muller (1906)
- Danny de Munk (2008)
- Xeno Münninghoff (1937)
- Frans Muriloff
- Harry Muskee (2003)
- Martha Muusses (1950)

## N
- Jan Naezer (2020)
- Helma Neppérus (2001)
- Jan A. Niemeijer (2005)
- Henk Nienhuis (2000)
- Albertus Marinus Nieuwenhuisen (1953)
- Ad van Nieuwpoort (2021)
- Cornelis van Nijmegen Schonegevel (1930)
- Annette Nijs
- Henk Nijboer (2023)
- Tineke de Nooij (2022)
- Beppie Nooij sr. (1976)
- Beppie Nooij jr. (1979)
- Teun de Nooijer (2012)
- Saskia Noorman-den Uyl (2006)
- Jan Noyons (1977)
- Aad Nuis (1998)
- Kjeld Nuis (2018)
- Laura Nunnink (2021)

## O
- Arend Odé
- Niny van Oerle-van der Horst (2006)
- A.A. ten Oever (1983)
- Tinka Offereins (2024)
- Sarah-Quita Offringa (2013)
- Melle Oldeboerrigter (1968)
- Alfons Olde Loohuis (2014)
- Fokko Tiemen Oldenhuis (2011)
- Theo Olof (1958)
- Tom O'Mahoney (2003)
- Eugene Omalla (2024)
- Albert Omta
- Wiert Omta (2011)
- Pieter Omtzigt (2025)
- Louis van Oosterzee
- Camille Oostwegel (1997)
- Gert-Jan Oplaat (2007)
- Herman Isidor Oppenheim (1929)
- Jac Orie (2014)
- Henk Jan Ormel (2012)
- Annemarie Oster (2012)
- Hendrikus Nicolaas Osse (1898)
- Ben Oude Luttikhuis
- Selçuk Öztürk (2021)

## P
- Aad Peters (2002)
- Hilde Palland-Mulder (2023)
- Philip van Pallandt
- Pier Pander
- Marleen de Pater-van der Meer
- Michiel Patijn (1998)
- Ilse Paulis (2016)
- Piet Paulusma (2022)
- Maartje Paumen (2012)
- Han Peekel (2012)
- Bernardus Peeters (2013)
- Cathelijn Peeters (2024)
- Rob Peetoom (2010)
- Martinus Pelinck
- Rina Penso (2012)
- Malou Pheninckx (2021)
- Eddy Pieters Graafland (1968)
- Henk Pijlman
- Sef Pijpers sr.
- Nicolae Pirvu (2000)
- Lubertus Pit (2000)
- Dick Plat (2005)
- Jetze Plat (2016)
- Durk van der Ploeg (2012)
- Rick van der Ploeg (2002)
- J.F. van der Poel (2013)
- Johannes van der Poel (1979)
- Patrick Poelmann (2019)
- Jack Poels (2007)
- Jan Poels (1899)
- Alexander Pola (1980)
- Sophie Polkamp (2012)
- Bas Pollard (2014)
- Willem Polman Kruseman (1894)
- Jan Pommer (2015)
- Hein ter Poorten (met de zwaarden)
- Jan Poortman (1957)
- Lisa Post (2024)
- Koos Postema (1991)
- Antoon Postma (2009)
- Martje Postma (2018)
- Teunis Potjewijd (1951)
- Selma Poutsma (2022)
- Léon Povel (2011)
- Saskia Pronk
- Henk Pröpper (1991)
- Annemiek Punt (2014)
- Marga van Praag (2008)
- Michael van Praag (1996)
- Gerd Prick (2012)
- Miet van Puijenbroek (1972)
- Kim Putters (2013)

## Q
- Louis Pierre Quarles van Ufford
- Monique Quint-Maagdenberg (2005)

## R
- Nirmala Rambocus (2000)
- Nita Ramcharan (2023)
- Ariane Margaretha de Ranitz-de Brauw (1969)
- Godefridus Raupp
- Francisca Ravestein (2002)
- Jörgen Raymann (2015)
- Rignald Recordino
- Sandra Reemer (2006)
- Remco Reiding (2014)
- Cees Renckens (2006)
- Pim Reijntjes
- Gerard Reve (1974)
- Hubertus J. Rhoen (1950)
- Hamilton Richardson (2000)
- Rob Ridder
- Tieleman Albertus Otto de Ridder
- Gabrie Rietbroek (2017)
- Jan Rietveldt (1975)
- Marlou van Rhijn (2012)
- Kees Rijnsdorp
- Dorian van Rijsselberghe (2012)
- Shula Rijxman (2021)
- Pieter Abraham de Rochefort (1909)
- Arnoud Rodenburg (2022)
- Lambert Roefs (1958)
- Willem Roelfsema (2004)
- Rutger Röell (2005)
- Henk Roelofs (2020)
- Thom Roep (2013)
- Elbert Roest (2013)
- Danny Rombley (2011)
- Paul Römer (televisieregisseur)
- Nolda Römer-Kenepa (2013)
- Jan Ronnes (1993)
- Erik Ronnes (2020)
- Carina de Rooij-Versloot
- Anky Rookmaaker (1992)
- Paul Rosenmöller (2003)
- Jan Rot (2007)
- Sharon van Rouwendaal (2016)
- Dio Rovers (1974)
- Geert van Rumund (2021)
- Carla Rus (2014)
- Wytze Russchen (2016)
- Gerrit Robert Rutgers (2004)

## S
- Pien Sanders (2021)
- Anniko van Santen (2020)
- Harry Sacksioni (2009)
- Dick Sanderman (2015)
- Mathilde Santing (2007)
- Edwin van der Sar (2010)
- Elisabeth Schadee-Hartree (1994)
- Léonie Sazias (2021)
- Clarence Seedorf (2011)
- Gert-Jan Segers (2023)
- Juan Seleky (2021)
- Ruud Schaap, Serge van Saskia & Serge (2004)
- Jules Schagen van Leeuwen (1930)
- Magdalena Geertruida Schenk
- Dafne Schippers (2017)
- Bernt Schneiders (2017)
- Willy Schobben (1983)
- Henk Scholte (2009)
- Antoin Scholten (2001)
- Jan Nico Scholten (1999)
- Cobi Schoondergang-Horikx (2003)
- Joop Schotanus (2006)
- Irene Schouten (2022)
- Annie Schreijer-Pierik (2010)
- Cobi Schreijer (1987)
- Ignace Schretlen (1998)
- Hein Schreuder (2016)
- Loretta Schrijver (2016)
- Sam Schröder (2021)
- Roelof Schuiling (1924)
- Suzanne Schulting (2018)
- Melanie Schultz van Haegen (2007)
- Vincent ter Schure (2016)
- Barend Schuurman (1991)
- Cornelis Bernardus Schuurman (1897)
- Lambert Schuurs
- Maria Servaes-Bey (1980)
- Russell Shorto (2009)
- Agathon Gerard Sickinghe
- Corinne Sickinghe (1997)
- Ton Sijbrands (2008)
- Jérôme Alexander Sillem
- Bert Simhoffer (2012)
- Jo Simons (1995)
- Leon Simons (2010)
- Digna Sinke (1998)
- Arvin Slagter (2024)
- Peter Sleebos (2018)
- Arie Slob (2015)
- Harm Sloots
- David Sluijs (1993)
- Jan Smeets (Pinkpop) (2000)
- Pauline Smeets (2012)
- Margreeth Smilde (2012)
- Ernst Daniël Smid (2008)
- Iwan Smirnoff
- Ben Smit
- Carola Smit (2005)
- Dore Smit (1986)
- Paulette Smit (2006)
- Curt Smith (2012)
- Paul Smits (2011)
- Willem Smouter (2021)
- Janneke Snijder-Hazelhoff (2002)
- Annemarie Snijder-van den Eerenbeemt (2013)
- Eddy Snijders (1978, Paramaribo)
- Ronald Snijders (2001)
- Steven Mathijs Snouck Hurgronje (1978)
- Wibi Soerjadi (2007)
- Joyce Sombroek (2012)
- Wim Sonneveld (1966)[9]
- Hans Spaan (1994)
- Koos Spee (2007)
- Liesbeth Spies (2025)
- Cas Spijkers (2011)
- Fred Spijkers (2003)
- Frits Spits (2008)
- Sherida Spitse (2017)
- Rudolf Spoor (1993)
- Erna Spoorenberg (1965)
- Gerard Spong (2019)
- Kees van der Staaij (2023)
- Ria Stalman (1985)
- Piet Stalmeier (1987)
- Lauren Stam (2021)
- Bram van der Stap
- Wim Statius Muller
- Jur Stavast (2010)
- Petra van Staveren (1985)
- Niel Steenbergen (1973)
- Thomas Steenkamp (2017)
- Hendrik Willem Stenvers (1973)
- Mirjam Sterk (2012)
- Ab van der Steur
- Robert Jan Stips (2014)
- Joop Stokkel (1992)
- A.A.M. Stols (1961)
- Pien Storm van Leeuwen (2017)
- Elly Strassburger (1982)
- Herman Strategier (1968)
- Huub Strous (2004)
- Peter Struycken (1984)
- Tom Stuifbergen (2011)
- Pieter van Stuivenberg (1953)
- Rob Stultiens (1995)
- Marijke Stultiens-Thunnissen (1995)

## T
- Sigismund Tagage (1978)
- Klaas Tammes (2013)
- Humberto Tan (2019)
- Ing Yoe Tan (2011)
- Jan van Teeffelen (2010)
- Jan Teeuw (2003)
- Carry Tefsen (2012)
- Lambert Tegenbosch (1999)
- Duco Telgenkamp (2024)
- Mieke Telkamp (1978)
- Ockje Tellegen (2022)
- Corry Tendeloo
- Erica Terpstra (1968)
- Lisette Teunissen (2012)
- Marianne Thieme (2019)
- Kik Thole
- Jean Thomassen (2010)
- Evert Jan Thomassen à Thuessink van der Hoop van Slochteren
- Klaas Tigelaar (2022)
- Gea Timmer-Rijkeboer
- Frans Timmermans
- Yvonne Timmerman-Buck (2006)
- Leen Timp (1980)
- Frederik Tjaberings (1950)
- Jetze Tjalma (1951)
- Herman Tjeenk Willink (1997)
- Carry-Ann Tjong Ayong (2002)
- Ronnie Tober (2003)
- Louis Toebosch (1969)
- Egbertus Roelinus Tonckens
- Marius Tonckens (1934)
- Anton Trautwein (1906)
- Hans Trentelman (2019)
- Hylke Michiel Tromp
- Hans Truijen (1997)
- Jan Tuijp (2005)
- Marco den Toom (2019)
- Aad van Toor (1997)
- Bas van Toor (1997)
- Madeleine van Toorenburg (2021)
- Liesbeth Tuijnman (2011)
- Jan Groen Tukker (1932)
- Gerard Tusveld
- Willem van Twillert (2019)

## U
- Pierre Ubachs (1987)
- Dirk Uittenbogaard (2021)
- Marjolein van Unen (2016)
- Willem Urlings (2009)

## V
- Jan de Vaal (2017)
- Gerrit Valk (2002)
- Ria Valk (2024)[10]
- Peter Vanvelthoven (2013)
- Herman van Veen (1993)
- Pieter van Veen (2014)
- Ine Veen (2006)
- Marijn Veen (2024)
- Anne Veenendaal
- Sari van Veenendaal (2017)
- Petra Veenswijk (2018)
- Nico Veenvliet
- Arie van der Veer (2008)
- Jack Veerman (2005)
- Roelof Veld (2005)
- Marlies Veldhuijzen van Zanten (2012)
- Hayke Veldman (2021)
- Jan Velema
- Tjeerd Velstra (1983)
- Xandra Velzeboer (2022)
- Ton van de Ven (2002)
- Kitty Verbeek (1971)
- Gerdi Verbeet (2012)
- Pierre Verberght (2019)
- Lusette Verboom (2014)
- Ernst Verduin (2009)
- Sef Vergoossen (2014)
- Jacco Verhaeren (2012)
- Eddy Verheijen (2014)
- Arno Verhoeven (2013)
- Kees Verhoeven (2021)
- Albert Verlinde (2010)
- Jan Willem Verlinden
- Bart Vermeer (2006)
- Maria Verschoor (2021)
- Tom Versélewel de Witt Hamer (2025)
- Frank Versteegh (lintjesregen 2024)[11]
- Theodora Versteegh
- Madelon Verstijnen (1992)
- Koen Verweij (2014)
- Simon Vestdijk (1955)
- Derck de Vilder (2024)
- Niels Vink (2021)
- Jan Vis (2003)
- Bert Visscher (2008)
- Esmee Visser (2018)
- Henk Visser (2007)
- Hessel Visser (2012)
- Jitske Visser (2021)
- Annemiek van Vleuten (2018)
- Bas van der Vlies (2010)
- Herman van Vliet (2001)
- Paul van Vliet (1987)
- Sanne Voets (2016)
- Johan Vollenbroek (2008)
- Demi Vollering (2023)
- Tonny van de Vondervoort (1998)
- Joël Voordewind (2021)
- Cees Vos (1990)
- Charles Vos (1938)
- Ger Vos (2022)
- Ida Vos (2003)
- Marianne Vos (2008)
- Pouwel Vos
- Henny en Coby van Voskuylen als De Kermisklanten (1999)
- Gijs de Vries (2002)
- Jan de Vries (2010)
- Jurn de Vries (2002)
- Sheila de Vries (2011)
- Frits Vrijlandt (2004)
- Hans Vultink
- Rob van Vuure (2013)
- Bram van der Vlugt (2001)

## W
- Kees Waagmeester (2019)
- Leen van der Waal (1997)
- Harm Evert Waalkens (2010)
- Harm Pieter Herman Waalkens (1935)
- Xan de Waard (2021)
- Ed Wagemakers (1997)
- Wim Wagemans (1981)
- Gerda van Wageningen (2005)
- Paul Wagtmans (1983)
- Rini Wagtmans (2005)
- Albert de Wal (1948)
- Kobus Walsma (1999)
- Jaring Walta (1994)
- Gijs Wanders (2025)
- Everardus Warffemius (1960)
- Willem Warnaar (1930)
- Ida Wasserman
- Chief Wauben (1985)
- Anna Weber-van Bosse (1935)
- Frans Weekers (2014)
- Peter Weening (2022)
- Gerard van der Weerd (1992)
- Ferry Weertman (2016)
- Jan Harm Weijns (1925)
- Frans Weisglas (2006)
- Lalla Weiss (2006)
- Jan Weitkamp
- Ineke van der Wel-Markerink (2012)
- Nout Wellink (1980)
- Tammo Egge Welt
- Davina van Wely
- Bernhard van Welzenes (1997)
- Guido de Werd
- Lucille Werner (2010)
- Wim Wesselink
- Herman Wessels (2007)
- Albert West (2003)
- Caroline de Westenholz (2022)
- Albert Westerhof (2024)
- Henk Westrus (2007)
- Sanne Wevers (2016)
- Steven van Weyenberg (2023)
- Hendrik Wielinga
- L.H. Wiener (2015)
- Abe Wiersma (2021)
- Jan Marinus Wiersma (2009)
- Tone Wieten (2021)
- Selma Wijnberg (2010)
- Jeroen van Wijngaarden (2023)
- Joseph Wijnkoop (1902)
- Poen de Wijs (2013)
- Felix Wilbrink (2022)
- Ans Willemse-van der Ploeg (1998)
- Daniël Willemsen (2005)
- Hans van Willigenburg (2000)
- Xena Wimmenhoeve (2021)
- Diana Wind (2011)
- Frans Winkel (1991)
- Kit Winkel
- Marc Witteman
- Nico Witteman (1976)
- Petrus Johannes Witteman (1935)
- Tineke Witteveen-Hevinga (2002)
- Carl Wittrock (2014)
- Anita Witzier (2011)
- Frans Wolters (1998)
- Julian Woodley (2020)
- Floris Wortelboer (2024)
- Helmert Woudenberg (2021)

## Y
- Gerrit Ybema (2002)
- Orlando Yntema (2012)

## Z
- Tryntsje van der Zee (2008)
- Loes de Zeeuw-Lases (2000)
- Erik Ziengs (2021)
- Chantalle Zijderveld (2021)
- Kees Zijlstra (1999)
- Jan Zindel (1988)
- Joop Zoetemelk (1983)
- Kelly van Zon (2012)
- Epke Zonderland (2012)
- Job Zomer (2003)
- Wim Zomer (2009)
- Jan Zwartkruis (met de zwaarden) (1979)
- Eric Zwijnenberg (1997)